# Pío XII (Querétaro)
Pío XII es un pueblo ubicado en el Municipio de Huimilpan, perteneciente al estado mexicano de Querétaro. Este pueblo se encuentra exactamente en la frontera de Huimilpan con Amealco y Michoacán por lo que es la última comunidad perteneciente al Municipio de Huimilpan al sur del mismo municipio.

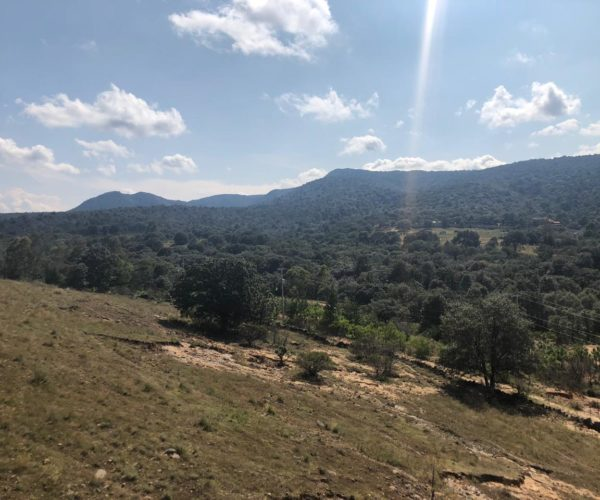
Bosques altos de Pío XII.

El clima de este pueblo es templado subhúmedo en su parte céntrica, y en su zona de bosques tiene un clima tropical con lluvias todos el año, aunque sobre todo llueve en verano.
También Pío XII es reconocido como una de las 5 delegaciones municipales de Huimilpan, por lo que es una de las 5 comunidades con más accesibilidad a Programas Sociales, según el gobierno municipal (Administración 2018-2021) Lety Servin.
El pueblo de Pío XII está situado a 6.0 kilómetros de El Vegil, que es la localidad más poblada del municipio. Además, se encuentra a 15.3 kilómetros de Huimilpan, que es la capital del municipio.

## Historia
Los chichimecas ya habitaban la región en época prehispánica.
1827 Pío XII deja de ser parte de Amealco.
1850 Primeros asentamientos Otomíes en la región.
1909. El pueblo se separa de la comunidad de San Francisco junto con la comunidad de Neverías y se funda la comunidad de Pío XII en aquel momento con el nombre Pío XII de Neverías. 
Mayo de 2021. El Gobierno Municipal de Lety Servin Moya nombra a la comunidad de Pío XII como delegación de importancia y de fácil acceso a programas sociales (DIHPS).

## Población
Según datos del INEGI en 2015 Pío XII contaba con 244 pobladores de los cuales 8 son indígenas. Según datos del INEGI también este pueblo cuenta con 178 hogares y 7 comercios locales.

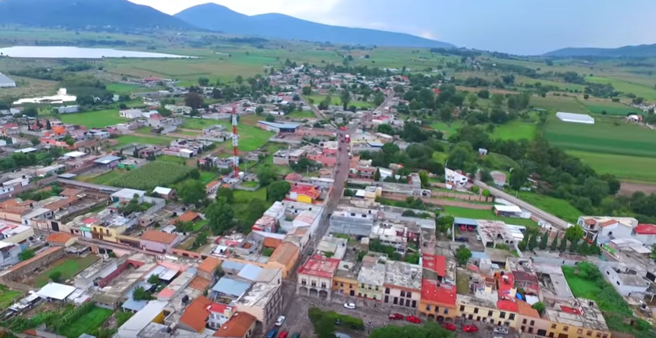
Pueblo Pío XII, Huimilpan.

Según datos, la población de Pío XII en los últimos 10 años ha crecido considerablemente.
Datos de población en Pío XII (Querétaro Arteaga)
- 2020	Mujeres:115	Hombres:129 Total:244

- 2010	Mujeres:98	Hombres:85	Total:183

- 2005	Mujeres:85	Hombres:81	 Total:166

## Geografía
La comunidad de Pío XII colinda al sur con el Municipio de Amealco de Bonfil, al sureste con la comunidad de La Laguna de Sevin y con el Estado de Michoacán, al norte colinda con la comunidad de San Pedro y con la comunidad de Neverias, y al noreste colinda con la comunidad San Francisco Sector Sur, San Francisco, La Puentecilla y con el municipio Amealco de Bonfil.

## Fundación
Su fundación según el ayuntamiento de Huimilpan fue en el año 1909. Fue fundado por los primeros pobladores provenientes de otras comunidades (La Joya, Huimilpan Centro, La Ceja, Taponas y los Cues).
Aunque anteriormente ya existían pobladores indígenas provenientes de Amealco en este pueblo, y aunque en ese entonces el pueblo era conocido como La Nevería del Picacho, el pueblo fue fundado bajo el nombre de Pío XII de Neverias el cual fue cambiado simplemente a Pío XII en 1952, después de la separación territorial a la comunidad de lo que hoy es la parte sur oeste de la comunidad de Neverías.

## Tradiciones
Las tradiciones de Pío XII son varias, la mayoría con un significado religioso.
Algunas tradiciones de este pueblo son:
Siembra del maíz.
Celebraciones de Semana Santa.
Posadas Tradicionales.
Celebraciones Navideñas.
Fiesta Patronal Santiago Apóstol.

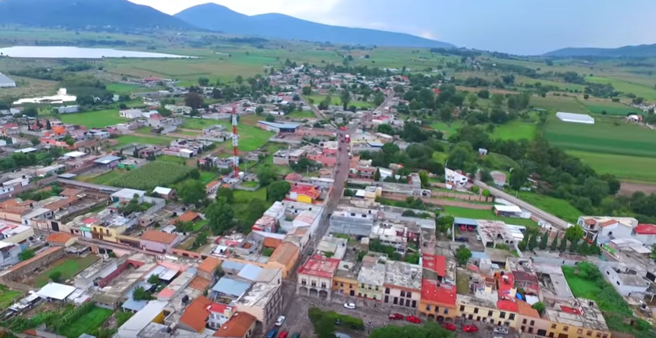
Pueblo Pío XII, Huimilpan.

Fiesta Patronal Virgen San Juan de Los Lagos.
Fiesta Patronal San Juan Bosco, San Pedro.

## Economía
Agricultura
Los productos más cultivados son: maíz, frijol, jitomate, garbanzo, sorgo y arroz.

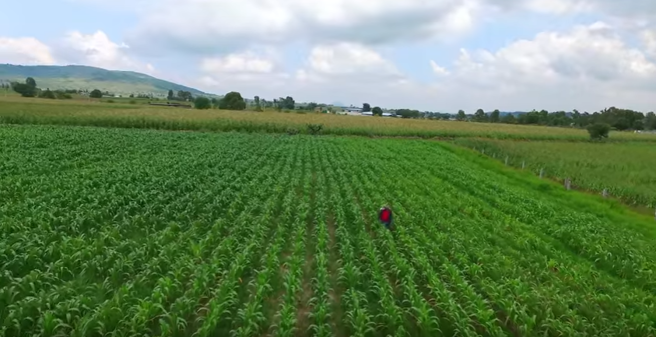
Sembradíos.

En fruta: chabacano, manzana, durazno, calabaza, naranja, tejocote y pera.
Ganadería
Es considerado un pueblo ganadero. Las principales especies son el ganado bovino, ovino y el porcino.
Silvicultura
La zona de bosques de la zona sur, suroeste y norte cuenta con 8,000,000 hectáreas de bosque alto, poblado de pinos, encinos, madroños, y otros. Su explotación está controlada y se mantienen sanos. Hay distintas zonas atractivas turísticas para visitarlos así como zonas de cabañas.

## Delegación Municipal Pío XII, Huimilpan
En Huimilpan se comenzó un proyecto en abril de 2021, llamado "Organicemos Huimilapan", el cual es parte de la obra social "Paso a Paso por Huimilpan", en el cual se crearon delegaciones municipales. Se lograron crear 20 delegaciones municipales, Algunas de ellas son: Delegación Municipal Santa Teresa, Delegación Municipal El Vejil, Delegación Municipal Huimilpan Centro, Delegación Municipal San Pedro, Delegación Municipal San Francisco y Delegación Municipal Pío XII.
Delegación Municipal Pío XII, Huimilpan
La delegación municipal Pío XII, Huimilpan es una de las 20 delegaciones municipales de Huimilpan. Esta delegación municipal está conformada por las comunidades, subdelegaciones y delegaciones de: La Joya, La Puentecilla, Neverías, Nevería II y San Francisco Sector Sur.

## Delegados Pío XII
Desde el 1960 hasta 2021
Desde 1960 Pio XII se convirtió en Delegación y desde entonces el pueblo es libre de escoger en votación a un representante el cual tendrá un cargo de 3 años representando al pueblo frente al Gobierno Municipal de Huimilpan.
El nombre de todos los delegados que han estado al frente del cargo desde 1979 puede ser consultado en la Presidencia Municipal de Huimilpan.
- Actualmente 2021-2024 está al frente del cargo Pueblito Ruiz